# Michael Bambang Hartono
Michael Bambang Hartono (* 1939 in Kudus, Indonesien) ist ein indonesischer Unternehmer chinesischer Herkunft. Nach der Forbes-Magazine-Liste von 2018 ist er mit einem Gesamtvermögen von geschätzten 18,5 Mrd. US-Dollar der zweitreichste Mann Indonesiens hinter seinem Bruder Robert Budi Hartono.

## Leben
Hartono und sein Bruder Robert entstammen einer Familie chinesischer Herkunft.  Ihm gehört das Unternehmen Djarum, das Tabakwaren herstellt. Gemeinsam mit seinem Bruder baute er das Unternehmen, nach dem Tod ihres Vaters, zu einem international tätigen Tabakhersteller aus. Er hält Anteile am Tabakwarenhersteller Sampoerna. Zudem hält er an der Bank Central Asia Anteile, die er von dem Unternehmer Sudono Salim erwarb. Hartono ist verheiratet und hat vier Kinder.
Er ist ein begeisterter Bridgespieler und gewann mit dem indonesischen Team im Alter von 78 Jahren eine Bronzemedaille bei den Asienspielen 2018.